# Vương tộc Borbone-Hai Sicilie
Vương tộc Borbone-Hai Sicilie (Tiếng Tây Ban Nha: Casa de Borbón-Dos Sicilias; Tiếng Ý: Borbone delle Due Sicilie; Tiếng Pháp: Maison de Bourbon-Siciles) là một nhánh của Vương tộc Bourbon Tây Ban Nha cai trị miền Nam Bán đảo Ý và Đảo Sicilia trong hơn một trăm năm từ thế kỷ XVIII đến thế kỷ XIX. Nó có nguồn gốc từ Vương triều Capet trong dòng dõi nam giới hợp pháp thông qua Philippe de Bourbon, Công tước xứ Anjou, cháu trai của Louis XIV của Pháp (1638–1715), người đã thành lập triều đại Bourbon ở Tây Ban Nha vào năm 1700 với vương hiệu Philip V (1683–1746). Năm 1759, cháu trai của Vua Philip được lập làm vua của Vương quốc Napoli và Vương quốc Sicilia, trở thành Ferdinand IV của Napoli và Ferdinand III của Sicily (1751–1825). Các hậu duệ của ông đã chiếm giữ 2 ngai vàng cho đến khi chúng được gộp lại thành 1 vương quốc thống nhất với tên gọi Vương quốc Hai Sicilie vào năm 1816 và tồn tại đến năm 1861.
Kể từ năm 1960, quyền thừa kế của Nhà Bourbon-Two Sicilia đã bị tranh chấp giữa dòng Calabrian cao cấp, hiện đang được đại diện bởi Thân vương Pedro, Công tước xứ Calabria (sinh năm 1968) và dòng Castro thấp hơn, hiện đang được đại diện bởi Thân vương Carlo, Công tước xứ Castro (sinh năm 1963). Kể từ khi Thân vương Carlo, Công tước Castro, chỉ có con gái, theo truyền thống kế vị nam giới của Nhà Bourbon-Hai Sicilia, việc kế vị về lý thuyết sẽ thuộc về dòng dõi Calabria cao cấp kể từ khi Hoàng tử Pedro, Công tước xứ Calabria có con trai. Nỗ lực hòa giải đã được thực hiện vào năm 2014, nhưng sau đó tiếp tục tranh cãi trong gia đình khi Thân vương Carlo, Công tước xứ Castro, khăng khăng muốn đoạn tuyệt với truyền thống bằng cách truyền quyền kế vị cho con gái lớn của mình.

## Tên gọi
Cái tên "Bourbon-Hai Sicilia" (đôi khi được rút ngắn thành "Bourbon-Sicily") kết hợp dòng họ (Bourbon) với tên gọi lãnh thổ của họ (Hai Sicilia).

## Vương quốc Hai Sicilie
Vương quốc đầu tiên của Hai Sicily là kết quả của sự thống nhất của Vương quốc Sicilia với Vương quốc Napoli (được gọi là vương quốc của bán đảo Sicily), bởi Vua Alfonso V của Aragon vào năm 1442. Cả hai đã bị tách ra kể từ Kinh chiều Sicilia năm 1282. Khi Vua Alfonso qua đời vào năm 1458, vương quốc bị chia cắt bởi anh trai của ông là John II của Aragon, người đã giữ Sicily, và đứa con hoang hoàng gia của ông ta là Ferdinand, người đã trở thành vua của Napoli.

## Danh sách các nhà cai trị
| Tên                    | Chân dung    | Sinh                                                                                 | Hôn nhân | Mất                                 |
| ---------------------- | ------------ | ------------------------------------------------------------------------------------ | --- | ----------------------------------- |
| Ferdinand I 1816–1825  | Ferdinand I  | 12 tháng 1 năm 1751 Naples con trai của Carlos VII và Maria Amalia xứ Sachsen        | Marie Caroline của Áo 12 tháng 5 năm 1768 17 người con Lucia Migliaccio xứ Floridia 27 tháng 11 năm 1814 không có con cái | 4 tháng 1 năm 1825 Naples 73 tuổi   |
| Francis I 1825–1830    | Francis I    | 14 tháng 8 năm 1777 Naples con trai của Ferdinand I và Maria Carolina của Áo         | Maria Isabella của Tây Ban Nha 6 tháng 7 năm 1802 12 người con                                                            | 8 tháng 11 năm 1830 Naples 53 tuổi  |
| Ferdinand II 1830–1859 | Ferdinand II | 12 tháng 1 năm 1810 Palermo con trai của Francis I và Maria Isabella của Tây Ban Nha | Maria Christina xứ Savoy 21 tháng 11 năm 1832 1 người con Maria Theresa của Áo 9 tháng 1 năm 1837 12 người con            | 22 tháng 5 năm 1859 Caserta 49 tuổi |
| Francis II 1859–1861   | Francis II   | 16 tháng 1 năm 1836 Naples con trai của Ferdinand II và Maria Christina xứ Savoy     | Maria Sophie của Bayern 8 tháng 1 năm 1859 1 người con                                                                    | 27 tháng 12 năm 1894 Arco 58 tuổi   |

Năm 1861, Hai Sicilia trở thành một phần của Vương quốc Ý mới thành lập.

## Những nhân vật đứng đầu gia tộc từ năm 1861
| Name Reign                                                                                                | Portrait                    | Birth | Marriage(s) Issue                                                                       | Death                                                | Claim                                                               |
| --- | --------------------------- | --- | --------------------------------------------------------------------------------------- | ---------------------------------------------------- | ------------------------------------------------------------------- |
| Francis II 20 tháng 3 năm 1861 – 27 tháng 12 năm 1894                                                     |                             | 16 tháng 1 năm 1836 Naples, Hai Sicilia con trai của Ferdinando II của Hai Sicilia và Maria Cristina xứ Savoy                                 | Maria Sophie của Bayern Bari Cathedral 3 tháng 2 năm 1859 1 con gái                     | 27 tháng 12 năm 1894 58 tuổi Arco, Trentino, Áo-Hung | con trai của Ferdinand II Vị vua bị phế truất của Hai Sicilia       |
| Thân vương Alfonso, Bá tước xứ Caserta (Alphonse I) 27 tháng 12 năm 1894 – 26 tháng 5 năm 1934            |                             | 28 tháng 3 năm 1841 Caserta, Hai Sicilia Con trai của Ferdinando II của Hai Sicilia và Maria Theresa của Áo                                   | Maria Antonietta của Bourbon-Hai Sicilia Nhà thờ ở Rome 8 tháng 6 năm 1868 12 người con | 26 tháng 5 năm 1934 93 tuổi Cannes, Pháp             | Con trai thứ 4 của Ferdinand II Anh cùng cha khác mẹ của Francis II |
| Thân vương Ferdinand Pius, Công tước xứ Calabria (Ferdinand III) 26 tháng 5 năm 1934 – 7 tháng 1 năm 1960 | Tập tin:Ferdinando Pius.jpg | 25 tháng 7 năm 1869 Rome, Lãnh địa Giáo hoàng Con trai của Thân vương Alfonso, Bá tước xứ Caserta và Maria Antonietta của Bourbon-Hai Sicilia | Maria của Bayern Munich Frauenkirche 31 tháng 5 năm 1897 6 người con                    | 7 tháng 1 năm 1960 90 tuổi Lindau, Bayern, Đức       | Con trai thứ nhất của Alfonso, Bá tước xứ Caserta                   |

Khi Hoàng tử Ferdinand Pius qua đời vào năm 1960, ông không để lại hậu duệ nam nào và hai nhánh của gia đình đã giành quyền kế vị với tư cách là người đứng đầu gia tộc. Ferdinand Pius có 7 người em trai. Vào thời điểm Ferdinand Pius qua đời năm 1960, người anh cả, Carlos (1870–1949) đã qua đời nhưng đã để lại hậu duệ. Người anh em sống sót tiếp theo là Ranieri (1883–1973). Theo quy tắc nguyên thủy, quyền đứng đầu thường sẽ được chuyển giao cho Alfonso con trai của Carlos. Ranieri phản đối tuyên bố của Alfonso lập luận rằng Carlos đã từ bỏ bất kỳ yêu sách nào đối với quyền kế vị Hai Sicilia về phía ông và những người thừa kế khi ông thi hành Đạo luật Cannes năm 1900 với dự đoán về cuộc hôn nhân của ông vào năm sau với Mercedes, Nữ thân vương xứ Asturias, người thừa kế được cho là lên ngai vàng Tây Ban Nha. Alfonso đưa ra một cách giải thích khác về Đạo luật Cannes, mô tả nó chỉ có hiệu lực nếu Carlos kế vị ngai vàng Tây Ban Nha. Ông cũng cho rằng Đạo luật Cannes không hợp lệ theo các quy tắc kế vị của chính ngôi nhà của Hai Sicilia. Tranh chấp vẫn chưa được giải quyết.
| Tên Triều đại                                                                                | Chân dung                                             | Sinh | Hôn nhân Hậu duệ                                                                   | Qua đời                                                                     | Claim                                                                                      |
| -------------------------------------------------------------------------------------------- | ----------------------------------------------------- | --- | ---------------------------------------------------------------------------------- | --------------------------------------------------------------------------- | ------------------------------------------------------------------------------------------ |
| Infante Alfonso, Công tước xứ Calabria (Alphonse II) 7 tháng 1 năm 1960 – 3 tháng 2 năm 1964 | Tập tin:Infante Alfonso, claimed Duke of Calabria.jpg | 30 tháng 11 năm 1901 Madrid, Tây Ban Nha Con trai của [[Thân vương Carlos của Bourbon-Hai Sicilia\|Carlos của Bourbon-Hai Sicilia] ] và Mercedes, Nữ thân vương xứ Asturias | Alicia của Bourbon-Parma Nhà thờ St. Stephen, Viên 13 tháng 4 năm 1936 3 người con | 3 tháng 2 năm 1964 Tuổi 62 Madrid, Tây Ban Nha                              | Cháu trai của Alfonso, Bá tước Caserta Cháu trai của Ferdinand Pius, Công tước xứ Calabria |
| Infante Carlos, Công tước xứ Calabria (Charles I) 3 tháng 2 năm 1964 – 5 tháng 10 năm 2015   |                                                       | 16 tháng 1 năm 1938 Lausanne, Pháp Con trai của Alfonso, Công tước xứ Calabria và Alicia xứ Bourbon-Parma                                                                   | Anne of Orléans St's Peter Church, Dreux 12 May 1965 5 children                    | 5 tháng 10 năm 2015 Tuổi 77 Retuerta del Bullaque, Ciudad Real, Tây Ban Nha | Con trai thứ nhất của Alfonso, Công tước xứ Calabria                                       |
| Thân vương Pedro, Công tước xứ Calabria (Peter I) 5 tháng 10 năm 2015 – hiện tại             |                                                       | 16 tháng 10 năm 1968 Tuổi 51 Madrid, Tây Ban Nha Con trai của Carlos, Công tước xứ Calabria và Anne xứ Orléans                                                              | Sofía Landaluce y Melgarejo Nhà thờ lớn Almudena 30 tháng 3 năm 2001 7 người con   |                                                                             | Con trai thứ nhất của Carlos, Công tước xứ Calabria                                        |

| Tên Triều đại                                                                                           | Chân dung                                  | Sinh | Hôn nhân(s) Hậu duệ                                                                               | Mất                                          | Claim |
| --- | ------------------------------------------ | --- | ------------------------------------------------------------------------------------------------- | -------------------------------------------- | --- |
| Thân vương Ranieri, Công tước xứ Castro (Rainier I) 7 tháng 1 năm 1960 –< br/>13 tháng 1 năm 1973       | Tập tin:Prince Ranieri, Duke of Castro.jpg | 3 tháng 12 năm 1883 Cannes, Pháp Con trai của Thân vương Alfonso, Bá tước xứ Caserta và Maria Antonietta của Bourbon-Hai Sicilia      | Maria Carolina Zamoyska Nhà thờ ở Vyšné Ružbachy, nay là Slovakia 12 tháng 9 năm 1923 2 người con | 13 tháng 1 năm 1973 Tuổi 89 Lacombe, Pháp    | Con trai thứ 5 của Alfonso, Bá tước xứ Caserta Anh trai của Ferdinand Pius, Công tước xứ Calabria Yêu cầu bồi thường dựa trên các tài liệu được cho là không hợp lệ |
| Thân vương Ferdinand, Công tước xứ Castro (Ferdinand IV) 13 tháng 1 năm 1973 –< br/>20 tháng 3 năm 2008 |                                            | 28 tháng 5 năm 1926 Maciejowice, Ba Lan Con trai của Thân vương Ranieri, Công tước xứ Castro và Maria Carolina Zamoyska               | Chantal de Chevron-Villette Nhà thờ ở Giez, Thụy Sĩ 23 tháng 7 năm 1949 3 con                     | 20 tháng 3 năm 2008 Tuổi 81 Draguignan, Pháp | Con trai của Ranieri, Công tước xứ Castro |
| Thân vương Carlo, Công tước xứ Castro (Charles I) 20 tháng 3 năm 2008 –< br/>hiện tại                   |                                            | 23 tháng 2 năm 1963 Tuổi 58 Saint-Raphaël, Pháp Con trai của Thân vương Ferdinand, Công tước xứ Castro và Chantal de Chevron-Villette | Camilla Crociani Nhà thờ Saint-Charles, Monaco 31 tháng 10 năm 1998 2 con gái                     |                                              | Con trai của Ferdinand, Công tước xứ Castro |

Vào ngày 25 tháng 1 năm 2014, đại diện của hai nhánh đối địch, Thân vương Carlo (dòng Castro) và Thân vương Pedro, sau đó là Công tước xứ Noto (dòng Calabria), đã cùng nhau ký cam kết hòa giải một phần. Tài liệu công nhận cả hai nhánh là thành viên của cùng một vương tộc, cam kết cả hai sẽ theo đuổi sự hòa giải và hòa hợp hơn nữa, đồng thời công nhận các tuóc hiệu sau đó được tuyên bố bởi mỗi nhánh.
Tại Thánh lễ ở Vương cung thánh đường Thánh Peter được cử hành ở Rome vào ngày 14 tháng 5 năm 2016, trong Cuộc hành hương quốc tế của Quân đội thiêng liêng Constantinian Huân lệnh Thánh George đến Rome và Vatican, Thân vương Carlo đã công khai quyết định thay đổi các quy tắc kế vị. Sự thay đổi này được thực hiện nhằm làm cho các quy tắc thừa kế tương thích với luật pháp quốc tế và châu Âu, nghiêm cấm mọi sự phân biệt đối xử giữa nam và nữ. Quy tắc về quyền thừa kế tuyệt đối từ nay về sau sẽ được áp dụng cho các hậu duệ trực tiếp của ông, con gái lớn của ông được công nhận là người thừa kế rõ ràng. Thân vương Pedro công khai phản đối rằng tuyên bố của Thân vương Carlo đã vi phạm các điều khoản trong thỏa thuận hòa giải giữa họ, và Carlo đã trả lời rằng "sự bất ổn" hơn nữa có thể dẫn đến việc chấm dứt hiệp ước năm 2014.

## Thành viên vương tộc

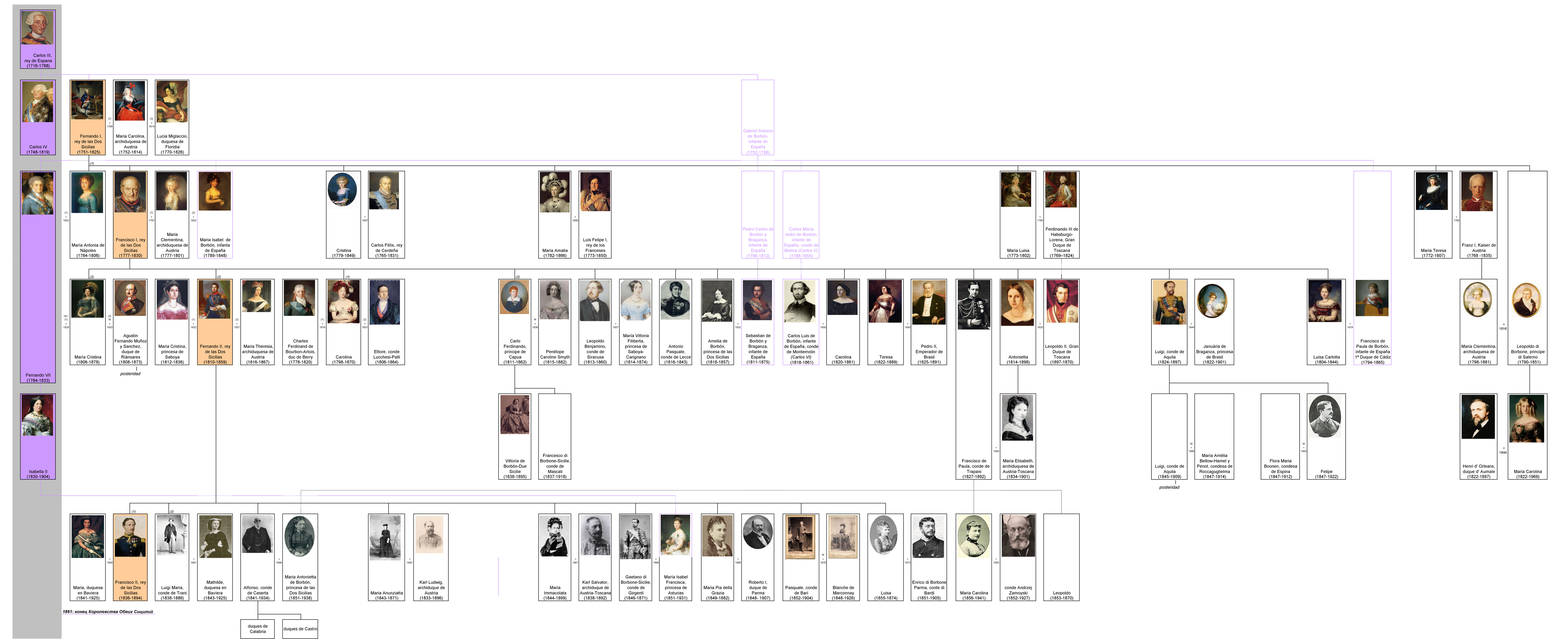
Cây phả hệ

### Tước hiệu
Con và cháu ruột của Vua của Hai Sicilia mang tước hiệu Hoàng tử/Công chúa của Hai Sicilia với sắc phong Royal Highness. Các hậu duệ khác của Nhà vua, được sinh ra từ các cuộc hôn nhân được ủy quyền, mang tước hiệu Hoàng tử/Công chúa của Hai Sicilia với phong cách Royal Highness.
Kể từ năm 1861, và tương tự với các thành viên của Nhà Bourbon-Parma, phong cách Hoàng tử của Bourbon-Hai Sicilia đã được sử dụng cho và bởi các thành viên của gia đình này để làm nổi bật tư cách thành viên của họ trong Nhà Bourbon. Tước hiệu Hoàng tử phu cũng được sinh ra bởi những người vợ của các hoàng tử trong vương tộc với điều kiện cuộc hôn nhân được chấp thuận bởi triều đại.